# Луумякі

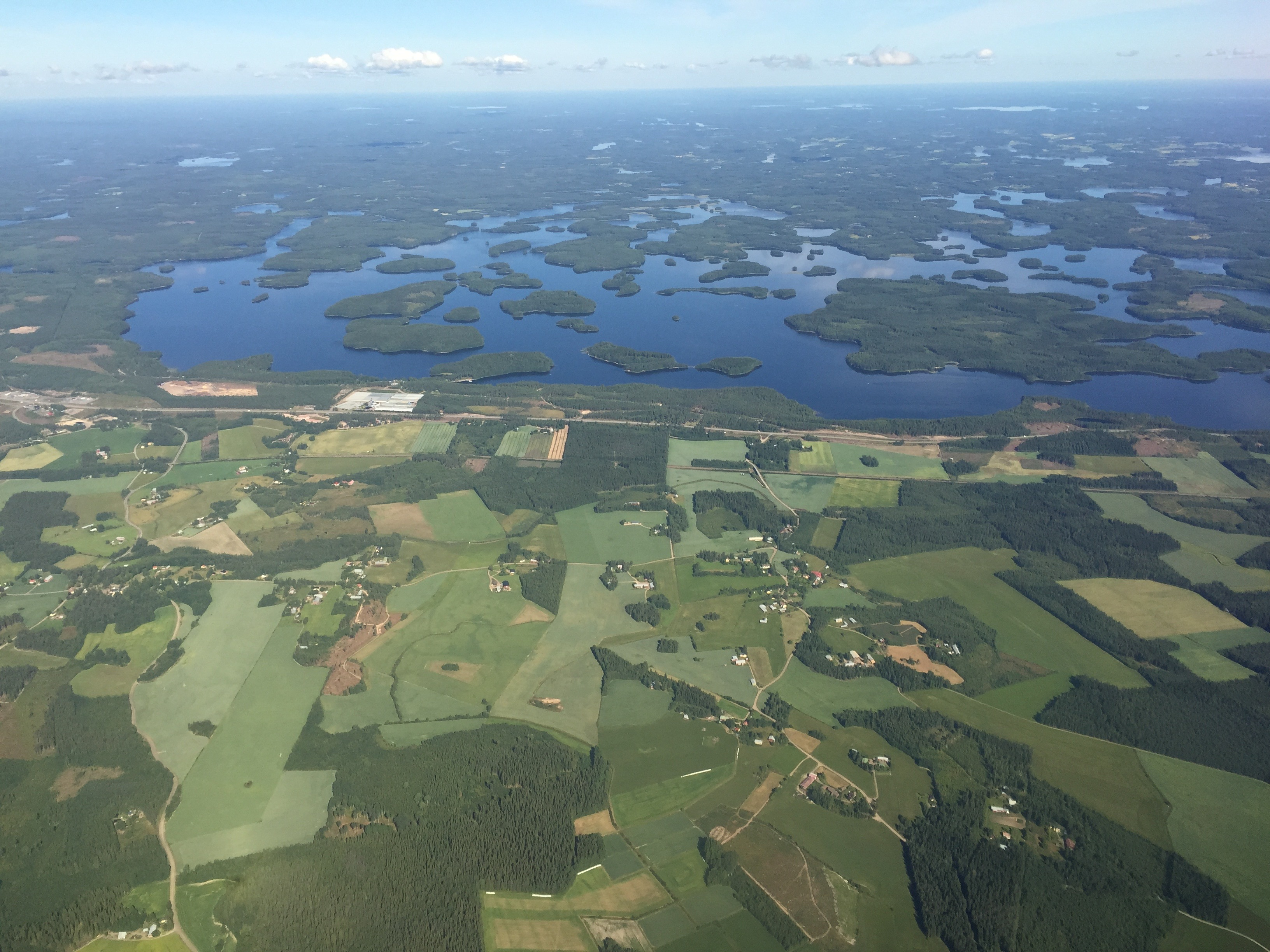
Луумякі

Луумякі (фін. Luumäki) — громада в провінції Південна Карелія, губернія Південна Фінляндія, Фінляндія. Загальна площа території — 859,83 км², з яких 109,77 км² — вода.

## Демографія
На 31 січня 2011 в громаді Луумякі проживало 5130 чоловік: 2580 чоловіків і 2550 жінок.
Фінська мова є рідною для 97,49 % жителів, шведська — для 0,31 %. Інші мови є рідними для 2,2 % жителів громади.
Віковий склад населення:
- до 14 років — 14,05 %
- від 15 до 64 років — 60,57 %
- від 65 років — 25,71 %

Зміна чисельності населення за роками:
| Рік  | Чисельність |
| ---- | ----------- |
| 1980 | 5747        |
| 1990 | 5659        |
| 2000 | 5328        |
| 2010 | 5147        |
| 2011 | 5130        |

## Освіта і наука
У Луумякі розташована європейська філія американського Інституту археоміфології. Філію очолює Гаральд Гаарманн.